# Pavel Novotný
Pavel Novotný (* 18. března 1981 Praha) je český politik, v letech 2018 až 2025 starosta městské části Praha-Řeporyje, bývalý moderátor, herec a novinář.

## Bulvární novinář a moderátor
Práci v médiích začínal jako elév v MF Dnes, dále mezi lety 2009 a 2013 pracoval ve vydavatelství Stratosféra jako šéfredaktor časopisu Spy a jako šéfredaktor bulvárních webů super.cz a superspy.cz, později jako šéfredaktor webu eXtra.cz od jeho založení v roce 2013 do roku 2015. Na přelomu let 2017 a 2018 byl dramaturgem pořadů Jaromíra Soukupa na TV Barrandov. Účinkoval v reality show Bar na televizi Prima a moderoval pořad Prásk! na TV Nova.

## Politická kariéra
Od roku 2002 členem ODS, předseda místního sdružení strany. V letech 2010 a 2014 byl zvolen za ODS do zastupitelstva městské části Praha-Řeporyje, v roce 2018 mandát podruhé obhájil s nejvíce hlasy. Samotná ODS zde získala necelých 30 % hlasů.  Po volbách se stal starostou za koalici ODS, Zelení, ANO a Pirátů. V následujících komunálních volbách 2022 dotáhl svoji ODS k jednomu z nejlepších výsledků v dějinách městské části. Získal přes 37 % hlasů a pozici starosty úspěšně obhájil.
Na sjezdu ODS 18. ledna 2020 vystoupil s kritickým a emotivním projevem, poté kandidoval na prvního místopředsedu strany. Získal 65 hlasů a do funkce tak zvolen nebyl. Následně nebyl zvolen ani za řadového místopředsedu.
Své politické kroky komunikoval s širokou veřejností satirickou a populární formou v pravidelném týdenním pořadu Extrémní starosta na platformě Mall.tv a na Facebooku.

### Spor o výstavbu pomníku vlasovcům
V roce 2019 starosta Novotný vyhlásil záměr postavit na území městské části Řeporyje pomník Ruské osvobozenecké armádě (tzv. vlasovcům), kteří se v roce 1945 podíleli na osvobození Prahy od německých okupantů. Na to reagovalo velvyslanectví Ruské federace, podle kterého by pomník představoval porušení Úmluvy o nepromlčitelnosti válečných zločinů. Rusko pokládá vlasovce za kolaboranty s nacistickým Německem. Novotný pak přivezl ve středu 27. listopadu 2019 na multikáře ruskému velvyslanectví ostrou nótu adresovanou prezidentu Putinovi. V pátek 29. listopadu 2019 Novotný vystoupil v talkshow kanálu Rossija 1 Všeruské státní televizní a rozhlasové společnosti, kde prohlásil, že ruský názor nepovažuje za důležitý a že pomník má být věnován památce těch vojáků, kteří padli na konci druhé světové války při osvobozování Prahy. Zároveň divákům připomněl ruský podíl na rozpoutání druhé světové války a masakr polského obyvatelstva v Katyni, provedený na přímý rozkaz Josifa Stalina. Podle bývalého českého velvyslance v Rusku a poslance za hnutí SPD Jaroslava Bašty výstup Novotného v ruské televizi „u většinového diváka vytvoří dojem, že se český národ věnuje přepisování dějin a že hodlá stavět památníky válečným zločincům.“ 10. prosince 2019 zastupitelstvo Řeporyjí záměr vybudování pomníku jednomyslně schválilo. Pomník byl odhalen 30. dubna 2020.
Koncem dubna 2020 dostal Novotný policejní ochranu poté, co zpravodajská služba BIS obdržela od anonymního zdroje informaci, že do Česka měl 14. března přicestovat ruský agent, který údajně převážel v kufříku jed ricin, s nímž měl otrávit pražského primátora Zdeňka Hřiba a starostu Prahy 6 Ondřeje Koláře, který nechal 3. dubna odstranit pomník maršála Koněva. Tuto klasifikovanou informaci získal od jiného anonymního zdroje novinář Respektu Ondřej Kundra a následně jí 26. dubna zveřejnil. Rusko zprávu odmítlo jako „výmysl“, který je v rozporu se „zdravým rozumem“. Novotný dostal policejní ochranu, přestože v původním Kundrově článku jako cíl možného útoku zmíněn nebyl. Starosta Kolář naopak tvrdil, že cílem údajného ruského atentátníka se měl stát i Novotný, který v rozhovoru prohlásil, že z ruského agenta nemá strach.

## Osobní život
Je synem baviče Petra Novotného. Má židovské předky z otcovy strany. K roku 2018 se účastnil dvou soudních sporů týkajících se pomluv v roli žalovaného a svědka. Je ženatý, má dvě dcery. Mladší sestra, moderátorka, filmová produkční a místopředsedkyně řeporyjské ODS Lenka Fialová, se po obecních volbách 2022 stala neuvolněnou místostarostkou Řeporyj, kde již druhé volební období zahájil bratr Pavel Novotný ve funkci starosty. Je také zarytým fanouškem týmu SK Slavia Praha.

### Pokerová kariéra
Pavel Novotný má za sebou profesionální pokerovou kariéru, kterou započal v roce 2011. V červnu 2013 vyhrál Českou pokerovou tour. O dva měsíce později se stal rekordmanem v držení nejvyšší individuální výhry v historii české pokerové soutěže, když jeho výhra činila 900 000 českých korun. Na vídeňském Concord Mastersu se jako jediný český hráč umístil mezi deseti nejlepšími a odnesl si částku 13 000 eur.

## Politické postoje

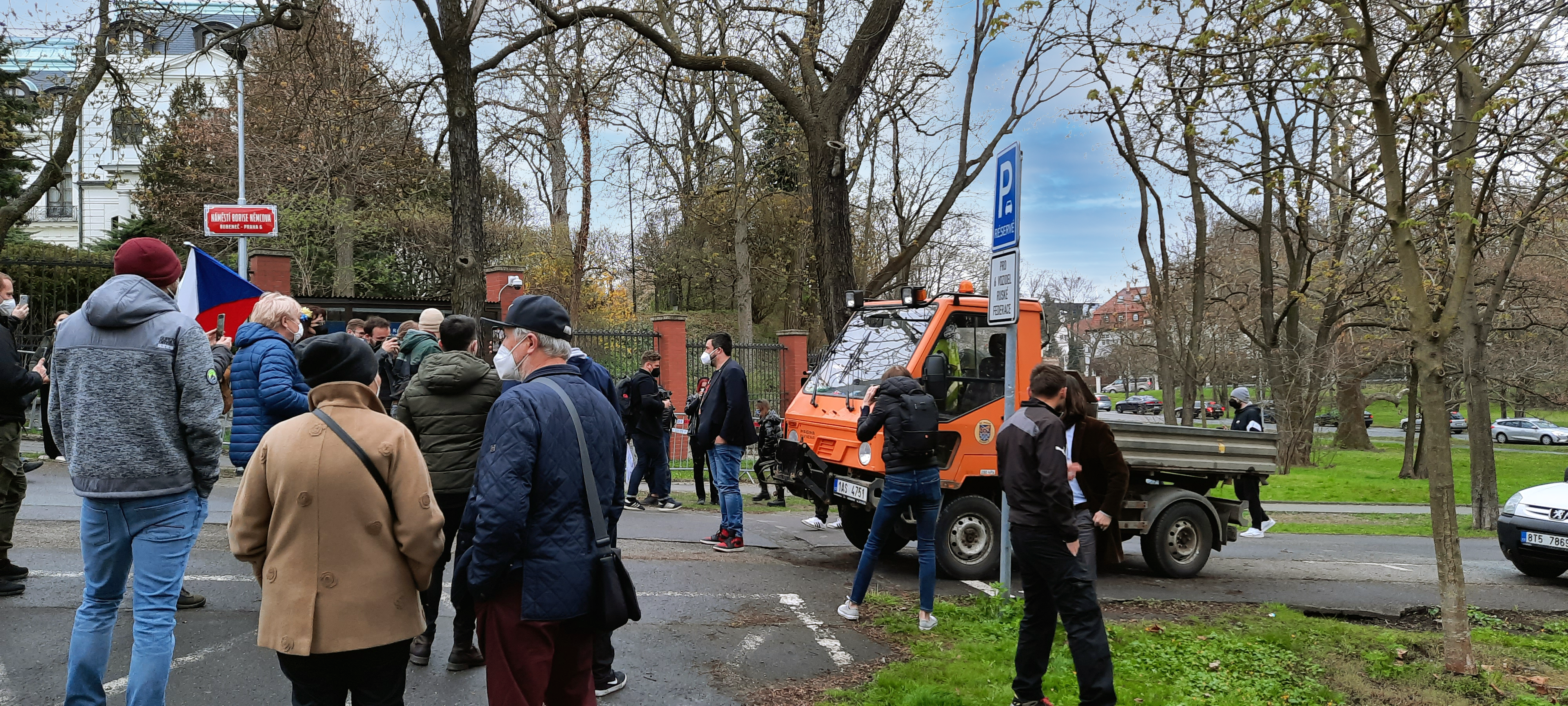
Pavel Novotný s multikárou MČ Řeporyje dne 19. dubna 2021 na demonstraci před ruskou ambasádou

V ODS patří k liberální části. Je příznivcem předsedy strany Petra Fialy, prohlásil, že by stranu kdykoli na Fialovo přání opustil. Prohlásil, že ODS musí „porazit Andreje Babiše a převzít odpovědnost. Babiš prodává lež a lejna.“
Je výrazným odpůrcem současného Ruska. Prohlásil, že „válku s Rusáky bere jako v zásadě vyhranou“. Jindy prohlásil, že kdyby vyhrál válku s Ruskem, tak by nechal pověsit ruského ministra zahraničí Sergeje Lavrova. Na budově svého úřadu vyvěsil vlajku Hongkongu, aby tak podpořil demonstrace v Hongkongu proti čínské vládě. Prohlásil, že „nenávidí Číňany“ a na barák si vyvěšuje tibetskou vlajku. V roce 2016 uvedl v rozhovoru pro občanské sdružení Legalizace.cz, že „jenom americký raketový hlavice jsou zárukou jakési stability“ a „Rusáci a Číňani“ jsou „kokoti“. Také řekl, že se bojí Islámského státu, ale „Islám je naprosto v pořádku“. Má pochopení pro přijímání uprchlíků a ekonomických migrantů.
Podle Novotného by voliči SPD neměli mít volební právo, protože jsou hloupí a mají IQ pod 83,5. Rovněž je výrazným kritikem komunistické strany a zejména poslance Zdeňka Ondráčka, o kterém řekl, že by měl viset nebo být usmrcen tajnou službou. Prohlásil, že Slovákům závidí prezidenta Andreje Kisku.
Rovněž je kritikem přílišné byrokracie, která sužuje starosty malých vesnic a měst.
Jako člen ODS byl Pavel Novotný označován jako enfant terrible. V březnu 2021 na svém Twitteru oznámil, že ze strany hodlá odejít, ale neučinil tak.

## Kontroverze
Bývá kritizován pro časté používání hrubých a vulgárních výrazů na veřejnosti.
Jako šéfredaktor bulvárního webu řekl v červenci 2013 o Ivetě Bartošové, že ji „skutečně zabijeme“ a „budeme na ní parazitovat až do konce a ještě půl roku po něm. Je to tvrdé a morálně špatné, ale tak to je.“ Připustil, že mnoha lidem zničil vztahy a manželství, ale nemá z toho výčitky svědomí.
Městský soud v Praze v únoru 2020 potvrdil vinu Pavla Novotného za trestný čin nebezpečného vyhrožování. Novotný v roce 2016 napsal, že plánuje vraždu Marka Víta, kontroverzního podnikatele a recidivisty, o kterém píše knihu a vede s ním veřejně dlouhodobě spory. Vít u soudu vypověděl, že má strach z facebookových příznivců Novotného a uvedl, že „Desetitisíce jeho sledujících mě sledovaly. Ti také říkali, že mě zabijí. Kamkoliv jsem přijel, někdo mě hned vyfotil a poslal mu to. Když byl na fotce někdo, koho neznal, hned zjišťoval, kdo to je, a vyhrožoval mu. Dělo se to tři roky v kuse.“

### Aréna Jaromíra Soukupa
Dne 6. května 2020 se Pavel Novotný spolu s Leem Luzarem, pražským primátorem Zdeňkem Hřibem a poslancem Jaroslavem Foldynou zúčastnil debaty v pořadu Aréna Jaromíra Soukupa na TV Barrandov. Došlo k vyhrocení debaty mezi Foldynou a Novotným, Novotný mj. označil Foldynu za „koště“ a kolaboranta, Luzara za bolševickou zrůdu.
Dne 2. září byl Pavel Novotný opět pozván do Arény. Tentokrát se ve studiu ocitl jako jediný host, neboť ostatní politici účast odmítli z důvodu Novotného dřívějšího vystoupení, ve kterém své oponenty ostře napadal a vulgárně se vyjadřoval. V pořadu se pustil do voličů strany SPD, kterým lámanou češtinou vzkázal: „Okamura být lhář, ty být pitomec, že ho volit. On chtít peníze, ne ideologie. To je vymyšlený“. O voličích ANO prohlásil, že „půjdou do pekla“ a jsou „oběti sofistikované kampaně“.

### Drogy
Pavel Novotný se netají tím, že je uživatelem drog, nyní podle jeho slov užívá jen konopí a je pro jeho legalizaci. V listopadu 2018 sdělil Novotný při rozhovoru pro DVTV, že přestane brát drogy po případném zvolení starostou Řeporyjí. V srpnu 2024 došlo na řeporyjské radnici k policejní drogové razii, důvodem bylo anonymní udání z nelegálního přechovávání marihuany. Novotný situaci glosoval slovy: „Policie byla korektní. Rozhulené brko v popelníku pobavilo. Moc jsem se narkobaronsky nevytáhl.“ Kromě kouření marihuany se Novotný dostal před soud i kvůli nedovolenému držení pervitinu.

### Dopis čínskému ministru zahraničí
Dne 31. srpna roku 2020 se Pavel Novotný, na základě výroku čínského ministra zahraničí Wanga Ia, který prohlásil o Miloši Vystrčilovi, že jej kvůli jeho účasti a projevu na tchajwanské Národní univerzitě veřejné správy „přimějí zaplatit vysokou cenu za jeho krátkozraké chování a politický oportunismus“, rozhodl napsat dopis adresovaný přímo Wangu Iovi. V dopise Novotný vyzývá čínskou stranu, aby se za svá tvrzení směrem k České republice a senátoru Vystrčilovi „fofrem“ omluvila. Adresáty dopisu nazval „drzými kašpary“, českého prezidenta Miloše Zemana označil za „nepříčetného žoldáka“ a Andreje Babiše za prezidentova „spolukonspirátora“. Novotný také požadoval, aby měl čínskou omluvu do 24 hodin na stole u ministra zahraničních věcí České republiky. Tomuto požadavku nebylo z čínské strany vyhověno. Dopisu si všimla i zahraniční média.

### Výrok o smrti prezidenta a premiéra
V září roku 2020 poskytl rozhovor pro zpravodajský portál Info.cz, ve kterém prohlásil, že se chystá kandidovat v příštích volbách do poslanecké sněmovny s tím, že jeho případné vítězství je státním zájmem České republiky. Tuhle informaci později doplnil i o tvrzení, že taktéž je státním zájmem smrt prezidenta Miloše Zemana a premiéra Andreje Babiše. Konkrétně Novotný uvedl: „V zájmu České republiky je, aby Babiš prostě zmizel, umřel a aby Zeman taky umřel a odešel do věčných lovišť a abych já byl poslanec“. Později skrze média dodal, že jeho výrok byl nadsázkou a smrt nikomu nepřeje, avšak za svým názorem si nadále stojí.

### Výrok o Aleně Schillerové
Prostřednictvím Facebooku Pavel Novotný 20. listopadu 2020 sdílel příspěvek, ve kterém Alenu Schillerovou nazval „ubohou estebákovou kurvičkou", čímž reagoval na odsouhlasené snížení daní poslaneckou sněmovnou, které mj. odsouhlasila i ODS. Část příspěvku, kterou adresoval přímo Schillerové, byla napsána následovně: „poslouchej, ty ubohá kurvičko estébákovo, OKAMŽTĚ po volbách zvedneme DPD a začneme škrtat provozní výdaje, DPH se projeví okamžitě, tedy výpadek je jen na rok". Předseda strany Petr Fiala o další Novotného aféře prohlásil, že ho nezajímá a ani „nebaví".

### Výrok o Palestincích
Během války Izraele s Hamásem v únoru 2024 označil Palestince za „opice“ a „zrůdy“ a vyzval k jejich „vybombardování“. Později se za svá slova omluvil a prohlásil: „Řekl jsem sice pravdu, ale říkat se takto nesmí, takže určitě je na místě potrestání. Jinak nepochybujte, že lituji jen sám sebe.“ Ještě tentýž měsíc mu soud za výrok udělil peněžitý trest.

### Výrok o smrti Anny Slováčkové
V květnu 2024 se vyfotil Felix Slováček s Kateřinou Konečnou a dalšími kandidáty koalice Stačilo! (složena převážně z představitelů KSČM). Pavel Novotný vulgárním slovem urazil Felixe Slováčka, s tím že mu poslední rok a půl „dal klid“, protože mu stejně brzo zemře dcera Anna Slováčková, která v té době ještě bojovala s rakovinou, a která podle Novotného neměla žádnou šanci na přežití. Po vlně negativních reakcí Novotný příspěvek smazal a omluvil se za svá slova o Aničce Slováčkové, ovšem dále se pouštěl do urážek na adresu Felixe Slováčka a Dády Patrasové. Felix Slováček nejprve odmítl reagovat, protože by dle svých slov nedokázal reagovat slušně. Později uvedl, že lituje Petra Novotného, když „má za syna takové prase.“ Předseda Poslaneckého klubu ODS Marek Benda později uvedl, že vedení ODS bude jeho výroky řešit. Ministr financí Zbyněk Stanjura poté v diskusním pořadu Otázky Václava Moravce uvedl, že by přivítal, kdyby se Novotný členství v ODS rozhodl ukončit sám.

### Omluva Tomio Okamurovi
Dne 29. dubna 2025 rozhodl odvolací soud o tom, že se Novotný musí omluvit předsedovi SPD Tomiu Okamurovi za urážlivé vulgární výroky vůči jeho osobě, které Novotný dříve pronesl na platformě TikTok. Vedle toho soud Novotnému uložil povinnost zaplatit předsedovi SPD 40 tisíc korun.

### Odsouzení k trestu odnětí svobody
Dne 7. května 2025 byl Novotný odsouzen Obvodním soudem pro Prahu 5 kvůli četnému páchání přestupků ve zkušební době k tříměsíčnímu trestu odnětí svobody. Novotný proti verdiktu podal stížnost. Podmíněný trest z ledna 2022 se podle soudu minul výchovným účinkem, politik měl přestupků v rejstříku 17, šlo především o podněcování k trestnému činu, vulgární urážky, přechovávání marihuany a pervitinu, výtržnictví a přání smrti. Manželka Novotného se o jeho trestu dozvěděla z médií.
Dne 16. května 2025 pozastavil své členství v ODS, podle svého prohlášení proto, aby nemohl být z politické strany vyhozen. Petr Fiala jej vyzval k odchodu ze strany. Ve stejný den také rezignoval na funkci starosty Řeporyjí, podle jeho slov za rezignaci dostane skoro čtvrt milionu. O den později stáhl svou stížnost vůči rozsudku odnětí svobody, prý proto, „aby nemusel žít v podmínce“. Dne 2. července 2025 nastoupil do věznice Pankrác. Svůj nástup do vězení bagatelizoval s odůvodněním, že mu tam nehrozí fyzické nebezpečí. Pro nástup na Pankráci se rozhodl proto, že v místě byli vězněni „legendy“ jako Václav Havel, Gustav Husák nebo Emil Hácha. V rozhovoru pro časopis Reflex uvedl Novotný, že nehodlá pracovat při výkonu trestu.  Představu české veřejnosti o jeho pobytu za mřížemi vykreslil Novotný slovy o znásilňování a fyzickém násilí. Nakonec však byl přesunut do věznice v Liberci.

### Nehoda na dálnici
V červnu 2025 byl Novotný účastníkem dopravní nehody při řízení na dálnici D4 u 18. kilometru blízko obce Všenory, kde převrátil na vozovku karavan, který byl připojený k automobilu dobrovolných hasičů. Novotný se jako řidič vozidla pohyboval v místě nehody s reflexní vestou doplněnou o nápis HASIČI. Ačkoliv se ve vozidle nacházely také jeho dvě dcery, nedošlo ke zranění žádné osoby. Podle výsledku dechového testu Novotný před jízdou nepožil alkohol. Odhad škody na karavanu činil přibližně 50 tisíc korun.
Od roku 2024 platí u Novotného dočasný zákaz řízení. Sám Novotný uvedl, že měl pouze blokaci řidičského průkazu, která mu ovšem skončila ještě před nehodou a nestihl si průkaz odblokovat. V kontrastu k vyjádření Novotného informovali novináři z TV Nova, že zákaz řízení platil pro Novotného i v době nehody. Sám komentoval vzniklou situaci: „Já si myslím, že ta dopravní nehoda ještě dopadla fantasticky. Mám z toho vyloženě dobrý pocit. (...) Nejde o žádný trestný čin, já jsem si akorát neodblokoval papíry potom, co mi skončila ta blokace. Takže se jedná o přestupek jenom. Jo přestupek, to je můj denní chleba.“

### Incident na řeporyjském železničním přejezdu
Novotný byl známý svou kritikou vůči nepozorným chodcům, kteří přecházeli před železniční přejezd v Řeporyjích, když byla spuštěna výstražná světelná signalizace a uzavřené závory. Novotný se však dopustil prakticky toho samého 17. června 2025, když jel přes zmíněný přejezd na zahradním traktoru určeném k sekání trávy, přičemž na fotografii klesaly závory a blikala signalizace. Situaci začali vyšetřovat policisté kvůli podezření z protiprávního jednání.